# Tour Silex 2
Die Tour Silex 2 ist ein Wolkenkratzer im Quartier de la Part-Dieu des 3. Arrondissements der südostfranzösischen Stadt Lyon. Er ist 129 Meter hoch und wurde 2021 fertiggestellt.
Das neue Gebäude bietet 32.700 Quadratmeter Bürofläche auf 23 Etagen. Der Turm ist daher eine Fortsetzung des Silex 1-Projekts, eines kleinen Bürogebäudes, das am 11. Mai 2017 fertiggestellt wurde.
Im Jahr 2021 soll die belgische Gruppe Solvay in den Turm einziehen und 9.000 m² Büros auf acht Ebenen einnehmen.